# 趙港
趙港（1902年5月13日—1935年4月5日），臺中市大肚區人，人稱「大隻牛港」。中學畢業後，在臺中地區以木炭商為業。
自1924年起，趙港不滿家族世代耕作的土地放領給內地退職官員，繼而展開一連串抗爭活動，之後於1926年籌組「大甲農民組合」，成為中部農民運動先驅，與鳳山地區的簡吉並稱台灣日治時期農民運動的領袖人物。
1928年受到謝雪紅的影響，加入台灣共產黨。1931年因「台共案」入獄，被判12年。1935年尚在刑期，但病重難癒，獲准出獄，不久病死家中。
1946年6月17日，趙港入祀新竹縣忠烈祠（今桃園市忠烈祠）。

## 時代背景
大正時期的日本在第一次世界大戰爆發之後（1914年），國內景氣因軍需品供給販賣而蓬勃熱絡。隨著藩閥政治的勢力消退，在經歷多次內閣異動後，日本進入相對穩健的憲政時期。這個時期的日本政府對言論思想少有箝制，同時因為受到世界兩大主流思潮影響的緣故（1917年，蘇俄革命帶來的共產、社會主義等左派思想，以及1918年美國總統威爾遜提倡「民族自決」思潮），自下而上的社會和政治運動絡繹不絕，史謂「大正民主時期」（1912年－1926年）。
反映該時期的政治氛圍相對寬鬆，1918年台灣首任文官總督田健治郎上任。而在國際思潮的影響下，日本內地普選運動風起雲湧。1919年，朝鮮的三一運動與中國的五四運動接連爆發，深深影響台灣留日學生的思想與自覺。1921年，當林獻堂、蔡惠如、林呈祿和蔡培火等發動首次臺灣議會設置請願運動時，引起臺灣留日的學生踴躍簽署與響應。
1921年2月的請願雖然失敗，卻也促使林獻堂等於同年10月成立臺灣文化協會，在臺灣從事文化啟蒙工作，大開在各地巡迴演講的風氣，一時蔚為潮流。臺灣文化協會的設置，對於日後農民運動、學生運動甚至婦女運動，可謂扮演推波助瀾、承先啟後的角色。
而臺灣農民運動，自1922年起，也陸陸續續在各地爆發抗爭事件。當時，日本官方以政策強奪農民土地，或以賤價收購農作物，導致臺灣各地農民生活無以為繼。智識份子包括簡吉、趙港在內集結各地的農民，於1926年成立「臺灣農民組合」，推動群眾抗爭。
1927年，受到臺灣文化協會左派份子掌權影響，農民組合路線益漸左傾。直到1928年6月15日，第十二任台灣總督川村竹治上任，設置高等警察取締左派思想人士，台灣眾多社會運動面臨重大衝擊。農民組合在1931年被迫解散，趙港亦於同年下獄，並於1935年病故。

## 生平

### 早期
趙港出生於1902年（明治三十五年）5月13日，家住大肚下堡大肚庄，隸屬於臺中廳塗葛堀支廳大肚區。他從六年制公學校畢業後，曾任職於大肚信用組合（擔任書記）。1921年（大正十年）進入臺中中學校（今臺中一中），同年5月25日和張寶結婚。
1922年（大正十一年），日本政府決議徵收大甲郡大肚庄大肚溪東岸的河川浮覆地，同年長女趙秀瓊出生。
1924年（大正十三年），趙港自臺中中學校畢業，與人合資經營木炭商生意，戶口曾轉寄留至臺中州臺中市臺中1299番地、552番地等。

### 大甲郡大肚庄土地糾紛案
當年9月，第十任台灣總督伊澤多喜男尚未上任前，對臺統治方針表達「統治不以十五萬之內地人、應以三百六十萬之臺灣人為對象」之意，得罪在臺的退休日本官員。為了要安撫在台日本人及退休日本官員們的情緒，頒布「官有地拂下政策」，打算在年底撥售官有原野地給退休官員。此舉引發部分地區臺灣農民不滿，不願世代開墾的土地被賤價徵收。
1925年12月30日，六名退職官吏獲准承領臺中州大甲郡庄大肚庄的官有地48甲。總督府認定原本農戶乃「無斷開墾」（即偷墾之意），大肚庄73名農戶遂面臨自耕農地被徵收的命運。（尚有鳳山郡、虎尾郡崙背……等眾多地方有相似狀況。）事實上，依據農民陳述，這些被認定無斷開墾的「官有地」，原本是河川浮覆地或是官有荒地，或是原為台灣農民所有，後因被水沖失，劃為河川地被收為國有。然而原業主仍然鍥而不捨地用種種方法開墾，例如種茅草或築堤防，土地遂慢慢浮現，終於闢成良田。當時，台灣文化協會利用此機會，派遣演講隊到當地揭露日本帝國主義者橫暴的剝削手法，數落日人的惡政，逐漸喚起民族意識等，醞釀日後風起雲湧的農民運動。
引據許世楷著《日本統治下的台灣》，當時臺中州引起土地糾紛者列表如下：
| 地名   | 地名                                           | 地目 | 許可地面積（甲） | 退職官員數 | 許可日期                      | 預約時間 | 關係農民（戶） |
| ------ | ---------------------------------------------- | ---- | ---------------- | ---------- | ----------------------------- | -------- | -------------- |
| 臺中州 | 大甲郡大肚庄                                   | 原野 | 48.5370          | 6位        | 1925年12月30日 （大正十四年） | 1年      | 73戶           |
| 臺中州 | 台中市旱溪                                     | 原野 | 5.1710           | 1位        | 1925年12月30日 （大正十四年） | 1年      | 4戶            |
| 臺中州 | 大甲郡大甲街日南、 後寮子、六塊厝、 大安庄牛埔 | 原野 | 16.4020          | 3位        | 1925年12月30日 （大正十四年） | 1年      | 7戶            |

1926年（昭和元年）1月份，台中州大甲郡大肚庄大肚地區農民，推出3名代表向大甲郡守陳情，力陳該土地原屬耕地，請求取消放領。大甲郡守增永吉次郎表示該案已決定，建議緣故者與即將承領之退職官吏重訂租佃契約。於是2月份退休的日本官員開始丈量土地，並將田地中農民所耕種的五穀、稻穀、落花生、蕃薯等連根拔起，給予農民的條件是每甲田給補償金10圓。
原本從事木炭經營事業的趙港率眾抗爭，4月11日帶領大肚庄農民反對退休官僚強購土地，旋即被拘捕三天。趙港行動失利後，聯絡鳳山農民組合的幹部簡吉，兩人於4月26日同赴總督府，面見內務局地方課長與秘書官、又轉向台中憲兵隊要求土地歸還放領給原耕作者。儘管兩次行動皆無疾而終，卻促使趙港放棄木炭生意，從此全心投入農民運動。

### 大甲農民組合
6月6日下午一點在大肚庄媽祖廟，趙港率眾成立「大甲農民組合」，是繼簡吉領導的「鳳山農民組合」之後，台灣的第二個農民組織。綱領規章多由簡吉草擬，趙港擔任委員長，堂兄趙欽福為會計主任，陳啟通任庶務主任等41人為幹部，會員共有150人。此後，趙港與簡吉下獄前，兩人不僅是合作無間的好夥伴，更一直是日治時代台灣農民運動的中流砥柱。
6月21日趙港動員大甲農民組合成員80多人，向台中州知事陳情（未見到州知事，轉向文書課長）訴諸取消土地放領之情事依然未果。6月28日簡吉和趙港於鳳山召開「各地方農民組合幹部合同協議會」(合同=會合)，企圖整合各地的農民團體組成台灣性的組織，以串聯土地爭議進行全盤抗爭。
替二林蔗農事件進行的辯護的日本律師麻生久、布施辰治在七月份來到台中法庭，台灣文化協會的蔡式穀、鄭松筠也出庭。上述人士在簡吉、趙港陪同下，遍訪全島各地舉行農民演講會，鼓勵農民設立農民組合。此外，除了農民本身之外，不少人士受到了台灣文化協會的影響，也陸陸續續投入農民運動。

### 臺灣農民組合
之後在簡吉、黃石順、趙港等人的主導下，借鏡日本農民組合、日本勞農黨等組織，八月份成立「臺灣農民組合」，總部設於鳳山，其下有嘉義、虎尾、大甲、曾文、鳳山等五個支部。根據葉榮鐘在《日據下的台灣社會政治運動史．下》的說法：1926年以降，全台爆發十多起土地糾紛案之中，以「臺中州大肚庄」、「高雄州鳳山郡大寮庄」和「台南州虎尾郡崙背庄」三處在鬥爭和規模之中，倍受官方重視，前兩者可歸功於該地的頭人趙港、簡吉領導有方，農民組織特別團結的緣故。（2000：591）
在臺灣農民組合成立之後，簡吉、趙港與其他農民幹部用盡方法，依然成效不彰、屢屢受挫，兩人於是決定仿效臺灣議會設置請願運動的方法，親赴日本帝國議會請願，喚起中央政界的重視。

## 趙港與台灣農民運動

### 赴日求援
1927年2月13日，台灣農民組合中央委員長簡吉、爭議部長趙港為了「官有地拂下」政策和「竹林爭議」，親赴日本東京訪問清瀨一郎議員。在他牽線下，兩人向日本眾議院第52議會提交《有關台灣之土地放領案》請願書，可惜被擱置未審議。2月20日簡吉、趙港到大阪參加第六屆「日本農民組合」大會，趙港以《台灣農民組合》為題報告台灣情況。雖然兩人想求見首相若槻禮次郎和農務大臣，但仍未成功。3月15日，簡吉、趙港拜訪日本勞動農民黨，並提出派遣指導員常住台灣的要求。黨員古屋貞雄於是於該年七月來台，並定居台中市執行律師業務，除了從事農民組合爭議案件的辯護之外，借鏡日本農民抗爭路線，進行台灣農組的組織陣容強化與戰術戰略指導，思想上更趨強調階級鬥爭，也埋下台灣農民組合未來左傾的遠因。

### 第一次中壢事件
1927年11月6日，拓植公司又想對二期作提出假扣押，向法院聲請對收割前的稻穀強行查封，受到中壢農民反抗，由趙港等領導農民抗爭，新竹州中壢郡樹林子和三座屋部落的農民成群在現場阻礙假扣押進行，甚至使用棍棒而攻擊到公司職員，約六百名農民包圍襲擊中壢新坡警察派出所，警察逮捕黃石順、謝武烈、楊春松、黃又安、趙港等八人，是為「第一次中壢事件」。11月7日，黃石順、謝武烈、楊春松、黃又安等農組幹部因預備在各地舉辦演講會被檢舉，隨後政府派23名警官擔任警備，在執行假扣押，但附近60位農民帶鐮刀、鋤頭、棍棒來阻止，現場又有200多位農民前來支援。11月9日時農組到中壢集合後選出謝進來和彭金源、李根樂為代表，對檢舉一事質詢，當時有70多位農民聚集到郡公所，現場又被檢舉10人。直到11月10、11日在162位警察官保護下才完成假扣押，隨後警方以騷擾和公務執行妨害檢舉83人並移送檢察局，把其中41人起訴轉送預審，其中33人被處有期徒刑。
1928年3月30日，第一次中壢事件預審終結，6人免起訴，35人被審定有罪，10月11日第一次中壢事件公判，1人無罪，1人罰金罪，其他被判徒刑。

### 第一屆農民組合全島代表大會
1927年12月4日，台灣農民組合在台中市初音町樂舞台召開「第一屆全島代表大會」，參加者有全島二十三個支部代表、一百五十五人、600多人旁聽、50位來賓，來賓有：左傾的文化協會代表連溫卿、王敏川、蔡孝乾、洪石柱，台灣民眾黨代表盧丙丁，東京台灣青年會（社會科學研究部）代表黃宗堯、無產青年代表賴通堯等。當日除「日本農民組合」中央委員長山上武雄自大阪前來，「日本勞動農民黨」幹部古屋貞雄亦從朝鮮回臺與會，「朝鮮新韓會」、「日本農民組合」、「日本勞動農民黨」、「大阪朝鮮勞動組合」等國際友好團體，亦紛致賀電以表祝意。
現場趙港報告台灣農民組合發展經過，在論及土地問題時，因涉及批評日本帝國主義而遭到在場警察的取締，被迫中止講演，於是改由侯朝宗繼續報告，旋即又受干擾，大會在當天下午兩點被警察命令解散引發眾怒，當晚臨時召集聽眾一千餘人舉行示威演講會。經過山上武雄、古屋貞雄等幹部五人向台中州警務部長交涉的結果，12月5日上午九時五十五分重新召開大會，古屋貞雄律師先做各項指導以避免又被要求解散會議，於是農組成員都有共識後開始開會，通過了十七件議案，選出新中央委員及其他幹部等，順利完成第一屆大會。

### 第二次中壢事件
第一次中壢事件後，桃園、中壢兩支部遭到解散，但中壢支部素以團結鬥爭聞名全島，農組本部的簡吉、趙港等設法喚起輿論、策劃支部復活，導致第二次的中壢事件爆發。1928年8月9日農組幹部簡吉、趙港和楊春松的動員下，重新號召中壢和桃園農組支部成員，上午九點於中壢支部事務所前重新掛上農組招牌，重選支部長和其他幹部。官方派出警部補和16個警察官，把張道福和其他4位農民傳喚到新坡派出所，200位農民卻跟著到派出所境內，誹謗警察、兼之投石攻擊，而警方認為此暴力事件由趙港和張道福和其他35人指揮，遂以違反處罰暴力行為以及公務執行妨害罪加以檢舉，勒令群眾解散，此為第二次中壢事件。
9月份臺北地院針對第二次中壢事件刑事開庭，進行律師辯論。第二次中壢事件被檢舉者預審於1929年2月12日終結，22位被判有罪，3位免起訴。（與二一二事件同年同月同日）

## 趙港與臺灣共產黨
在此之前的1928年6月，謝雪紅自上海回到台中，並於7月赴台北開辦國際書局。農民組合幹部簡吉、趙港、楊春松、楊克培等人相繼去拜訪謝雪紅。簡吉和趙港認為農民運動缺乏幹部，提議舉辦青年幹部訓練班。
9月28日，謝雪紅在農民組合樓上成立「社會科學研究部」，奠定臺灣共產黨和臺灣農民組合的合作關係，隨後農組等幹部如簡吉、趙港、楊克培、葉陶、簡娥、張道福、林樑材都加入臺灣共產黨。

### 二一二事件
1929年（昭和四年）2月12日，特別高等刑事課（簡稱為特高課）為了搜捕「台共份子」，利用「違反出版法規」之名，趁天未破曉，同時在全台灣三百處的台灣農民組合機構進行突擊搜查並加以逮捕。農民組合的本部支部，如台北、新竹、桃園、台中、彰化、台南、高雄各地，以及關係團體與主要幹部的住宅等盡被搜索，沒收「證據品」達二千餘件（沒有一件是與台共有關）。
特高以違反「台灣出版規則第十七條」為由，51人被交送檢察局（總共逮捕59人，8人在警察局階段被釋放），其中農業組合重要幹部有簡吉、譚廷芳、張行、陳德興、陳崑崙、蘇清江、侯朝宗（即劉啟光）、黃信國、陳海、林新木、江賜金、顏石吉等十三人被起訴。初審於同年5月25日宣判，僅林新木免訴外，其餘十二人被判禁錮一個月（簡吉四個月）。檢察官提出上訴，同年12月20日公告二審宣判，簡吉改被判禁錮一年，被禁錮十個月有九人，其餘皆判緩刑五個月，此為「二一二事件」。
而農組幹部成員曾於二審公判結果宣告前，在台北出張所召開了一次臨時中央委員會，審議並通過趙港草擬的新行動綱領，即「農民組合行動綱領」。這是針對日本帝國主義嚴酷的壓迫下，所設計的27條具體鬥爭方案。只可惜由於「二一二事件」許多農組幹部被捕，中央主持無人，各支部的工作停頓，組合員也減少由原來的11,410人減為9,369人，農民組合聲勢大降，不復昔日之影響力。

## 農組解散

### 下獄
1931年3月24日警於大稻埕陳春木住所（上奎府町一丁目二十九番地）逮捕陳春木、趙港等人並搜得一些台共文書，如「改革同盟成立文件」、「文化協會解消問題」、「台灣運輸工會組織文件」、「台灣運輸工會運動方針」等數十項。據《臺灣日日新報》報導，北署特高在現場欲找臺共相關文書證據時，趙港立刻吞下部分文書（據鍾逸人所述，趙港吞下的是臺共名單。）趙港被捕後沿街大呼「共產萬歲」，當時尚有陳德興在場但僥倖逃脫。陳德興沒有多久在4月9日也被捕於高雄。自趙港被捕以來，農民組合及文化協會之諸運動遭到嚴重取締。
1934年（昭和九年）4月24日法院開庭審議趙港，《臺灣日日新報》報導趙港的口供：「自己最初從事於農民解放運動，因言共產主義目標相同，故加盟之，換言之，對於共產主義，自己無十分把握。」臺灣日日新報認為趙港暗示自己被共產主義所欺後向裁判長立誓：「臺灣大眾運動，難中之難，故今後欲脫離農民運動。」
1934年6月30日臺共案集體開庭判決，7月6日新聞報導，簡吉被判處10年、趙港12年、吳拱照7年。

### 逝世
趙港入獄之後身體一直不佳，1935年（昭和十年）被釋放回家後，一個月內即病死家中。
依據楊克煌資料，趙港過世那天是清明節，亦是農曆3月3日星期五。

## 身後事
1946年，劉啟光和簡吉成立「台灣革命先烈遺族救援委員會」，簡吉出任總幹事。 5月18日，該會第二次常務委員會議決議將桃園神社改建成「新竹縣忠烈祠」（桃園當時隸屬於新竹縣），其後該會幹部協助保送趙港的三子趙炳煌進入桃園農林學校就讀。
1946年6月17日，趙港入祀新竹縣忠烈祠，當時劉啟光擔任新竹縣縣長，而他是趙港在台灣農民組合時期的夥伴。1946年奉准入祀新竹縣忠烈祠之革命先烈60名中，臺中地區計有：丘逢甲、劉乾、賴來、張火爐、花岡一郎、蔡秋宗、張茂良、玉細松、陳結、陳神助、趙港、曾宗、呂清池、蔡雙嘉、楊馬、王敏川等16名。

## 家族
依據趙世琛編《趙氏族譜》，大肚趙氏家族為宋室皇族之後，因亂避禍南方定居於福建省漳州府漳浦縣。乾隆二十四年（1759）年，趙光亨、趙送與趙三兄弟三人東渡來台，落腳於大肚下堡，開基地分別為：永和村（趙光亨派）、大肚村（趙送派）與大東村（趙三派），其中趙光亨為趙匡胤第25世孫，因長壽有「九十三祖」之稱，自清季陸續開枝散葉，後人有「大肚趙一半」之喻，來台第三代趙順芳創辦西雝社，後拓展為磺溪書院。趙港為渡台第六代，來自「趙三派」一脈，趙三公今存有開基祖厝：「天水堂」供後人憑弔。
依趙家日治時期戶口調查簿記載，趙港家住在臺中州大甲郡大肚庄大肚313番地（今台中市大肚區大東里），父親為趙長壽 ，母親為趙陳氏輕，兩人育有4男4女，男生排行：趙港（長子）、趙從東、趙從錫、趙從潛（早逝），女生姓名和排行不詳，僅知么妹趙玩出生於1910年。

### 父母
- 父：趙長壽，原為地主（現大肚菜市場一帶），自恃很會游泳，在颱風天游泳過大肚溪去巡田，不幸溺斃，逝世日期是1924年9月7日。趙港投入農民運動之後，趙家販售掉許多土地，後來因375減租，趙家土地幾乎都沒了。
- 母：趙陳氏輕，依趙家日治時期戶口調查簿記載，出生日期為1872年6月26日，原住大肚下堡寮仔庄（今磺溪里或成功里一帶）。1892年10月1日和趙長壽結婚入戶。

### 配偶
- 趙張氏寶（1904年10月7日－1934年11月13日），長女，故居為臺中州大屯郡南屯庄知高三十番地，1921年5月25日下嫁趙港。

### 子女
子女：趙港與趙張氏寶育有3子1女，長女趙秀瓊，長男趙違（早逝）、次男趙顯鐘（早逝），三男趙炳煌。
- 趙秀瓊（1922-1984）：幼時本由趙港兄弟撫育，14歲由謝雪紅照顧，謝雪紅無子女，趙秀瓊未結婚前，與謝雪紅的親人、後代互動良多。之後從大肚庄出嫁，其夫為曾赴日留學的張雅生，出身於大雅的張奐圭家族，婚後育有一女四子，分別是張麗雪（長女）、張崇連、張崇敏、張宇承、張崇斌。日本戰敗後，時任新竹市長的劉啟光（原名侯朝宗，趙港農業組合時期的夥伴）仍與趙秀瓊保持聯繫，趙秀瓊曾表達將趙港收列入忠烈祠的意願。
- 趙炳煌（1930年9月23日－1966年9月8日，得年38歲）：2歲時趙港入獄，6歲時母親張寶過世，之後由時年已62歲的祖母趙陳氏輕撫養，翌年趙港過世。1940年12歲搬去台中市，由劉啟光照顧。日本戰敗後，根據1946年5月28日民報報導，趙炳煌因台灣革命先烈遺族救援委員會幹部推薦，保送進入桃園農林學校就讀。1953年11月1日和廖秀梅結婚，共有2女2子，分別是趙彬彬、趙純純、趙建仁、趙令瑜。趙炳煌台北工專畢業後，曾赴日本工廠見習，返台開創旭光牌日光燈，那時許文龍（奇美電子創辦人）是旭光的上游廠商，之後趙炳煌和許文龍一起創辦奇美公司，當時以做壓克力聞名，後趙炳煌又和劉啟光創辦天興實業公司，則以做合板聞名。趙炳煌曾任大華企業經理，後來因血癌過世，得年38歲，生前從未向子女提起過生父趙港，子女趙純純表示小時候的「阿公」，是指「劉啟光」而非「趙港」，自己直到赴美國進修時，藉由同鄉會之口才輾轉得知自己親生祖父的身份。趙炳煌的妻子廖秀梅則因為二二八事件陰影，把趙港資料燒毀，也不太願意聊趙港的事。

### 弟妹
- 大弟：趙從東，1905年左右出生，65歲過世。 妻子林添英（1904-1984），龍井山上人（現臺中監理所附近），養女趙色瓊（今居龍井），之後生了兩男兩女，女兒的排行與姓名未知，兩子為趙世行（逝）、趙世裕。
- 二弟：趙從錫，出生與死亡日期未知，根據《臺灣共產主義運動與共產國際（1924-1932）研究．檔案》第220頁內容，趙從錫與趙港姪子趙清雲有一封佐野學寫給當時在莫斯科的片山潛與田中（山懸）的推薦信，也表示趙從錫也是抗日臺共人物之一。根據趙世裕女兒聽母親林添英說法，趙從錫去日本讀書後又去大陸，後來在大陸過世。
- 三弟：趙從潛，出生與死亡日期未知，育有兩子，分別是趙世祿（逝）、趙世縈（70多歲），趙從潛於趙世祿13歲多時便逝世。
- 么妹：趙玩，1910年出生，與趙港感情融洽，嫁給沙鹿的王劉棟樑，共生育12個子女，分別是4男9女，男生排行為王錫鑫、王錫祐、王錫榮、王錫潭，女生姓名與排行未知。

趙港其他妹妹都早逝，只有趙玩順利成年。 

### 親戚
- 黃溪：綽號「憨直溪」或「溪仔」。家中4男3女，排行老3，九十多歲過世，黃溪的媽媽是趙港爸爸的表姐妹，年紀和趙港相近。 日治時期黃家是大肚地區的地主，當時受邀擔任糖廠委員，負責邀農民一起種甘蔗。黃溪也參與農民運動，當時台灣人聚會時都講臺語，日本人聽不懂，而黃溪因為不識字，與會當時沒有留下筆跡（證據），又出任糖廠委員的緣故，日本警察不敢擅抓私人財團機構的人，因此在農運時未受到逮捕。甚至趙港數次被逮捕時，多次託黃溪運用關係要求釋放。

## 軼聞
（※ 根據訪談趙港相關人物內容）
- 目前日治時期農民運動的歷史資料中，對趙港的描述極少，某些農民運動歷史書籍的撰述中稱讚趙港是農民勇士，而走訪趙港的臺中大肚老家，尚保有舊農村聚落的樣貌，可惜與趙港同輩的人幾乎都過世了，僅能從少數姪輩口中詢問一些歷史記憶，外表而言，趙港因為人高馬大，當時人都喚他做「大隻牛港」。
- 根據大甲支部組合長趙港的姪子趙清雲先生的回憶，「官有地拂下」政策發佈時，「當時在大肚的緣故者（開墾無主地的農民），差不多百分之七十都是我們趙家人，因為趙港在1920年代是村裡極少數的知識份子，於是他和三伯（趙福欽）被推舉來領導大眾。」 [9]
- 趙從東代替兄職管理土地，後來把土地交給趙炳煌。趙秀瓊在14歲便被謝雪紅（趙港的臺共夥伴）帶離村裡照顧，但仍然是從老家大肚莊出嫁的。
- 趙港被捕後，子女趙炳煌、趙秀瓊主要由趙港其他兄弟照顧。根據趙從潛兒子趙世熒轉述，趙從潛與趙炳煌感情特別好，趙從潛本業是賣豬肉，在日治時代，殺豬肉需要申請許可照，但因為偷殺豬而牌照被吊銷，趙從潛只得帶著趙港兩名遺孤去警察局求情，泣訴偷殺豬是為了養這兩個小孩，警察把牌照還給了趙從潛。
- 趙炳煌是長孫，趙家為了讓他有更好的發展，將趙炳煌託付給劉啟光來照顧。 （劉啟光本名侯朝宗，趙港的臺共夥伴，時任華南銀行董事長。）

### 書籍
1. 《播種集：日據時期台灣農民運動人物誌》，韓嘉玲著，簡吉陳何基金會
2. 《臺灣史小事典》，遠流臺灣館編，遠流出版。
3. 《滄桑十年，簡吉與臺灣農民運動 1924-1934》，蔡石山編著，遠流出版社。
4. 《我的半生記》，楊克煌筆錄，謝雪紅口述，楊翠華出版
5. 《我的回憶》，楊克煌遺稿，楊翠華整理，楊翠華出版。
6. 《日據時代台灣共產黨史1928-1932》，盧修一著，前衛出版社。
7. 《簡吉，臺灣農民運動史詩》，楊渡著，南方家園出版社。
8. 《大肚鄉志》，洪敏麟編著，大肚鄉志編纂委員會。
9. 《台灣社會運動史》共五冊，編譯自臺灣總督府警察沿革誌，作者王乃信，海峽學術出版社。
10. 《臺灣歷史人物小傳—明清暨日據時期》，國家圖書館
11. 《臺灣共產黨祕史》，黃師樵著，海峽學術出版社。
12. 《台灣紀事（上）（下）》，莊永明著，時報出版。
13. 《不悔集：日據時代台灣社會與農民運動》，蔡文輝著，簡吉陳何基金會。
14. 《日本文明開化史略》，陳水逢編著，台灣商務印書館出版。
15. 《台灣共產主義運動與共產國際（1924-1932）研究·檔案》譯本，郭杰、白安娜原著，李隨安、陳進盛譯，許雪姬、鍾淑敏主編，中央研究院臺灣史研究所出版。
16. 《簡吉獄中日記》，中央研究院的台灣史研究所主編。
17. 《簡吉史料編輯》，國史館主編。
18. 《台灣紀事（上）（下）》，莊永明著，時報出版。
19. 《謝雪紅評傳》，陳芳明著，前衛出版社。
20. 《日據下台灣政治社會運動史（上）（下）》，葉榮鐘，晨星出版社。
21. 《狂飆的年代：近代台灣社會菁英群像》，林柏維著，秀威資訊出版。
22. 《日本統治下的台灣民族運動史（上）（下）》向山寬夫原著／楊鴻儒等譯，吳三連台灣史料基金會出版，1999年。
23. 《日本の歴史》，井上清著，岩波書店出版 https://twitter.com/Redrosa_bot

### 手稿
1. 葉榮鐘家屬捐贈其手稿 http://catalog.digitalarchives.tw/item/00/29//.html
2. 中研院臺灣史研究所，臺灣史檔案資源系統。陳何手稿 http://tais.ith.sinica.edu.tw/sinicafrsFront/search/search_detail.jsp?xmlId=0000309223
3. 中研院─簡吉手稿及文書 http://tais.ith.sinica.edu.tw/sinicafrsFront/search/search_detail.jsp?xmlId=000008355

### 期刊
1. 《二十世紀研究》第 2 期，京都大学二十世紀研究編集委員會著，二十世紀研究編集委員會出版。
2. 臺糖通訊(月刊) http://www.taisugar.com.tw/Monthly/CPN.aspx?ms=1366&s=13384129&p=13384199

### 論文
1. 曾淑卿，〈清代大肚趙家的發展〉論文。
2. 〈米糖相剋：耕地的爭奪或利益的衝突〉論文，作者：陳兆勇(國立臺灣大學社會學研究所博士生)、柯志明(中央研究院社會學研究所研究員)。
3. 〈日治時期臺共對臺灣社會運動之影響〉論文，屏東科技大學林淑芬。

### 網路資料
1. 年代對照─中央研究院人社中心地理資訊科學研究專題中心網站。
2. 《台灣人的台灣史》，郭弘斌編著，全文http://www.taiwanus.net/history/4/84.htm [2016/11/28]
3. 13. 地方轄制參考，http://www.geocities.jp/idu1952/tihou/byoritu1.htm [2016/11/28]
4. 北投埔林炳炎 (林木順 侄) 研究網站，http://pylin.kaishao.idv.tw/?p=2915
5. 中國大百科全書智慧藏，任清玉著，http://140.128.103.128/web/Content.asp?ID=9281
6. Tony的自然人文旅記，南港山文史工作室 http://www.tonyhuang39.com/
7. 臺灣大百科全書 http://nrch.culture.tw/twpedia.aspx?id=3830
8. 臺灣文化協會網站 http://goo.gl/YfR7bR
9. 百年農業發展史大事記，農委會農業知識入口網　https://kmweb.coa.gov.tw/Century/Event_List.aspx
10. 日本國會圖書館　http://dl.ndl.go.jp/info:ndljp/pid/2948709?tocOpened=1
11. 虎尾糖廠歷史　http://odie.tw/Beigang_Huwei/content/Japanese_Dormitory2.html
12. 慈林教育基金會網站。
13. 夏潮聯合會網站　http://www.xiachao.org.tw/xiachao/page_963.htm
14. 日治時期期刊集成資料庫─臺灣圖書館。
15. 臺灣法實證研究資料庫 http://tadels.law.ntu.edu.tw/

### 其它
1. 〈革命的急先鋒─趙港〉一文，韓嘉玲著，http://historio.asia/?p=321
2. 〈全島無力者大會：臺北及臺中狀況〉，1924年7月4日《台灣新聞》剪報。
3. 日治中期的政治運動與社會運動（東海大學課程大綱）。
4. 清大圖書館，臺灣日日新報(資料庫)。
5. 中央研究院近代史研究所「近現代人物資訊整合系統」，日治時期台灣人士紳圖文鑑。
6. 中央廣播電臺網站「歷史臺灣」系列。
7. 國立臺灣歷史博物館常設展─斯土斯民臺灣的故事　http://the.nmth.gov.tw/Cht/Default.aspx
8. 臺灣土地調查規則臺中臺南兩縣ニ施行ノ件，1901年3月26日(總督)府報出版http://catalog.digitalarchives.tw/item/00/48/9c/f3.html
9. 臺灣日日新報的出處，http://goo.gl/RSpcVJ
10. 台灣民報 https://market.cloud.edu.tw/
11. 日據時期戶口調查簿介紹　http://goo.gl/FPcivF
12. 清大圖書館─台灣民報資料庫1923-1932年；臺灣百年寫真／GIS資料庫。
13. 關於黃朝清， http://goo.gl/3HDmes、http://goo.gl/5IR8kD
14. 電子書　https://goo.gl/GxlF

## 引用資料
1. ↑  2015年口訪記錄：依趙家日治時期戶口調查簿記載，趙港於1902年5月13日出生，許多書籍上都寫趙港於1901年出生，郭弘斌書上則寫1899年出生。趙港家族原籍福建，日治時期住在臺中州大甲郡大肚庄大肚313番地(現在的大肚區大東里)。
2. ↑  天天看点. . 天天看点. 2022-07-01  [2022-12-02]. （原始内容存档于2022-12-02） （中文）.
3. ↑  葉, 榮鐘. . 台中: 晨星. 2000: 147. ISBN 9575838920.
4. ↑  葉, 榮鐘. . 台中: 晨星. 2000: 586. ISBN 9575838920.
5. ↑  許, 世楷.  . 由李明峻、賴郁君翻译. 臺北縣: 玉山社. 2005: 350–351. ISBN 9867375548.
6. ↑  許, 世楷. . 台北縣: 玉山社. 2005: 351–352. ISBN 9867375548.
7. ↑  葉, 榮鐘.  . 台中市: 晨星. 2000: 600–601. ISBN 9575838920.
8. ↑  1946年5月28日民報報導
9. ↑  楊, 渡. . 南方家園. ISBN 9789868279537.

## 外部連結
- 趙港（台灣大百科） （页面存档备份，存于）
- 臺灣記憶 - 趙港 （页面存档备份，存于）